# سرطان قابل للانتقال استنساخيا

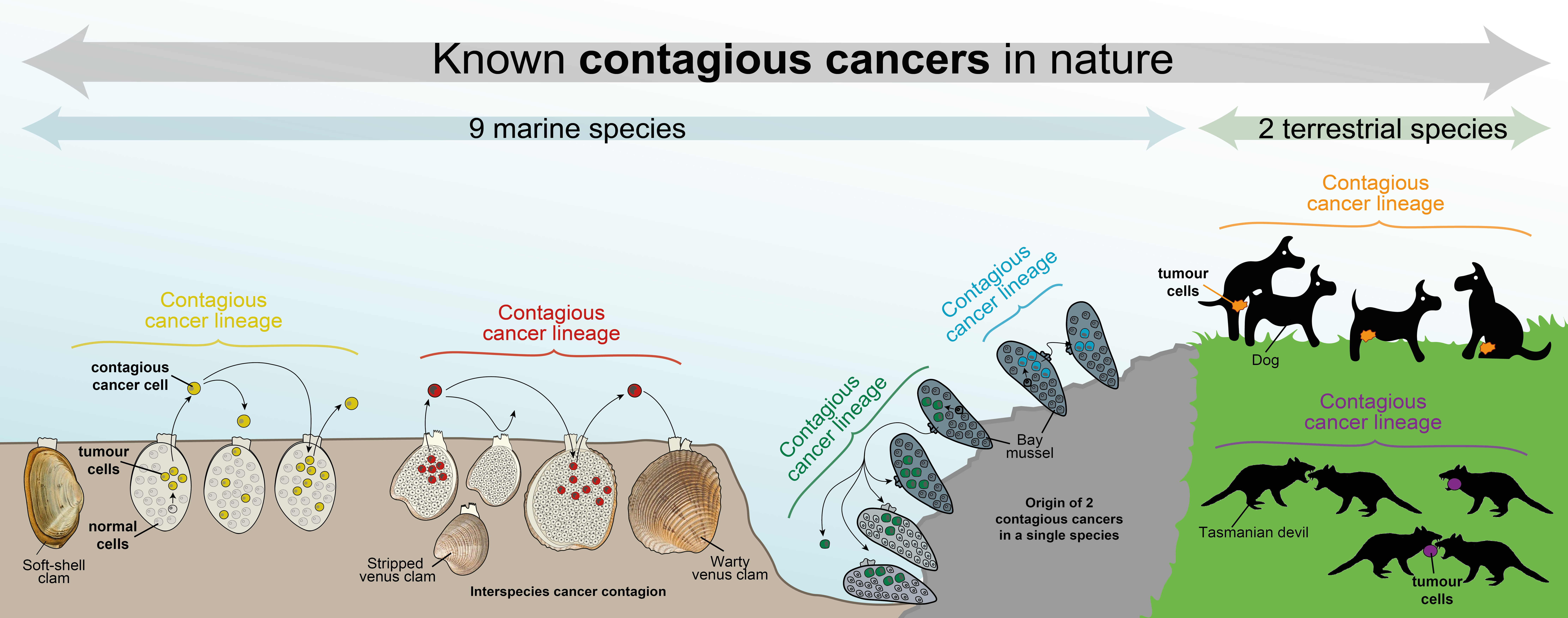
تنتشر أنواع السرطان المُعدية عن طريق الانتقال المباشر للخلايا السرطانية من حيوان إلى آخر. وهي شائعة حالياً في ذوات الصدفتين البحرية (يسار)، مع وجود حالات إصابة بها أيضاً في الثدييات (يمين). هناك حالات انتقل فيها السرطان بين أنواع مختلفة، وأنواع نشأت فيها سلالات متعددة من السرطان المُعدي.

السرطان القابل للانتقال استنساخياً هو خلية سرطانية أو مجموعة من الخلايا السرطانية التي يمكن نقلها بين الأفراد دون تدخل عامل معدي مثل فيروس الأورام. لقد حدث تطور السرطان القابل للانتقال بشكل طبيعي في أنواع حيوانية أخرى، لكن انتقال السرطان بين البشر أمر نادر. يحدث هذا الانتقال عادةً بين أفراد من نفس النوع أو الأنواع ذات الصلة الوثيقة.

## الآلية العامة
تتصرف السرطانات القابلة للانتقال كطفيليات حقيقية، وتعتمد في المقام الأول على أنظمة النقل مثل الاتصال المباشر والنقل البيئي والناقلات، بدلاً من الناقلات الدموية واللمفاوية للانتشار بين الكائنات الحية. يجب أن تكون كمية الخلايا السرطانية المتساقطة من المضيف الأولي عالية بما يكفي لزيادة احتمال البقاء على قيد الحياة. يضمن انتقال العدوى عن طريق الاتصال المباشر من خلال الاتصال الجنسي أو الاتصال العام كما هو الحال في DFTD و CVTD إمكانية أعلى للانتقال. وتلعب العوامل السكانية أيضًا دورًا مهمًا. إن وجود عدد كبير من العوائل المحتملة المتاحة وغير المصابة يعد مثاليًا للأورام نظرًا لتعقيد وصعوبة العملية الإجمالية، وبالتالي يجب التحكم في ضراوتها وقوتها بشكل مناسب.
تتطلب أنواع السرطان القابلة للانتقال مجموعة محددة من الظروف ذات الصلة حتى تحدث. وتشمل هذه الظروف كل من الأنواع المضيفة والأورام المنقولة. وتشمل هذه العوامل عادةً انخفاض التنوع الجيني بين الأفراد، ونظام نقل مادي وبيئي فعال، وجرعة عالية بما يكفي من المواد المعدية. تميل السرطانات إلى التكاثر بشكل أسرع بكميات أكبر مع وسائل تكاثر مختلفة وتكون مفضلة للانتقال إذا تم استيفاء ظروف المضيف. تتبع السرطانات القابلة للانتقال النمط العام لانتشار السرطان، بدءًا من نمو الخلايا السرطانية الأولية في مواقع الورم، ثم غزو الأنسجة المحيطة والانتشار اللاحق في جميع أنحاء الكائن الحي. إن العوائق الرئيسية أمام بقاء الخلايا على قيد الحياة بعد انتشار ناجح إلى مضيف جديد هي حواجز التوافق النسيجي. يتعين على السرطانات تجاوز نظام التعرف الذاتي، والبقاء على قيد الحياة في ظل اختلاف العناصر الغذائية وتحفيز الاستجابة الصحيحة في المضيفين الجدد لبدء الدورة من جديد. 

## البشر
في البشر، قد يكون جزء كبير من ساركوما كابوزي التي تحدث بعد عملية الزرع بسبب النمو الورمي لخلايا المتبرع. على الرغم من أن ساركوما كابوزي ناجمة عن فيروس (فيروس الهربس المرتبط بساركوما كابوزي)، في هذه الحالات، يبدو من المرجح أن انتقال الخلايا السرطانية المصابة بالفيروس - وليس الفيروس الحر - هو الذي تسبب في ظهور الأورام لدى متلقي عملية الزرع.
في عام 2007، تلقى أربعة أشخاص (ثلاث نساء ورجل) عمليات زرع أعضاء مختلفة (كبد ورئتين وكلى) من امرأة تبلغ من العمر 53 عامًا توفيت مؤخرًا بسبب نزيف داخل الجمجمة . قبل عملية زرع الأعضاء، كان من المفترض أن لا يعاني المتبرع بالأعضاء من أي علامات تشير إلى الإصابة بالسرطان عند الفحص الطبي. أصيب متلقي الأعضاء بسرطان الثدي النقيلي من الأعضاء وتوفي ثلاثة منهم بسبب السرطان بين عامي 2009 و2017. 
في عام 2014، حدثت حالة انتقال للسرطان من الطفيليات إلى المضيف في رجل يبلغ من العمر 41 عامًا في كولومبيا يعاني من ضعف في جهاز المناعة بسبب فيروس نقص المناعة البشرية . وقد تبين أن خلايا الورم لدى الرجل نشأت من الدودة الشريطية القزمة، Hymenolepis nana . في تسعينيات القرن العشرين، انتقل ورم ساركومي متعدد الأشكال غير متمايز من مريض يبلغ من العمر 32 عامًا إلى جراحه البالغ من العمر 53 عامًا عندما أصاب الجراح يده أثناء إجراء عملية جراحية. وفي غضون خمسة أشهر، ظهر ورم على يد الجراح، وتم استئصاله بعد ذلك. أظهرت الفحوصات النسيجية لأنسجة الورم لدى المريض والجراح أن كلاهما متطابقان من الناحية المورفولوجية. في عام 1986، قامت عاملة مختبر تبلغ من العمر 19 عامًا بثقب يدها عن طريق الخطأ بإبرة كانت تستخدم سابقًا لاستخراج خلايا سرطان القولون البشري. ولم يتم حقن المادة، وأصيب العامل بجرح قطعي صغير مع نزيف. في غضون 19 يومًا، ظهرت لديها عقدة سرطانية صغيرة على يدها. تم إزالة الورم بعد فترة وجيزة، ومنذ ذلك الحين لم يظهر أي علامة على تكراره. 

## حيوانات اخرى
السرطان القابل للانتقال استنساخيًا، والذي تسببه استنساخ الخلايا الخبيثة بدلاً من الفيروس، هو شكل نادر للغاية من أشكال المرض، مع وجود عدد قليل من أنواع السرطان القابلة للانتقال المعروفة. من غير المرجح أن يتطور السرطان القابل للانتقال، لأن استنساخ الخلية يجب أن يتكيف للبقاء على قيد الحياة بعد انتقال الخلايا الحية بين المضيفين، ويجب أن يكون قادرًا على البقاء في بيئة الجهاز المناعي للمضيف الجديد. قد تكون الحيوانات التي تعرضت لاختناقات سكانية أكثر عرضة للإصابة بالسرطانات المعدية بسبب نقص التنوع الجيني العام. قد تتطور السرطانات المعدية أيضًا للالتفاف على الاستجابة المناعية عن طريق الانتقاء الطبيعي من أجل الانتشار. وبسبب انتقالها، كان يُعتقد في البداية أن هذه الأمراض ناجمة عن انتقال الفيروسات السرطانية، على غرار سرطان عنق الرحم الناجم عن فيروس الورم الحليمي البشري. ومع ذلك، فإن الورم التناسلي القابل للانتقال بين الكلاب يعمل على كتم التعبير عن الاستجابة المناعية، في حين ينتشر مرض الهامستر السوري بسبب نقص التنوع الجيني .
من المعروف أن أنواع السرطان المعدية تحدث لدى الكلاب، والشياطين التسمانية، والهامستر السوري، وبعض المحاريات البحرية بما في ذلك المحار ذو القشرة الرخوة. تتمتع هذه السرطانات بجينوم مستقر نسبيًا أثناء انتقالها. وقد اختبرت دراسات حديثة ما إذا كانت أنواع أخرى من سرطان الحياة البرية المنتشرة على نطاق واسع، مثل سرطان الجهاز البولي التناسلي لدى أسود البحر الكاليفورنية، يمكن أن تكون معدية أيضًا، ولكن حتى الآن لا يوجد دليل على ذلك. 

### ساركوما الخلايا الشبكية المعدية
يمكن أن ينتقل ساركوما الخلايا الشبكية المعدية في الهامستر السوري  من هامستر سوري إلى آخر من خلال آليات مختلفة. وقد لوحظ انتشاره داخل مجموعة من المختبرات، وربما يكون ذلك من خلال قضم الأورام وأكل لحوم البشر. يمكن أن ينتشر أيضًا عن طريق لدغة البعوض(الزاعجة المصرية). 

### مرض ورم وجه الشيطان
مرض ورم وجه الشيطان (DFTD) هو سرطان طفيلي معدٍ في شيطان تسمانيا .  منذ اكتشافه في عام 1996، انتشر مرض DFTD وأصاب 4/5 من جميع الشياطين التسمانية ويهددها بالانقراض. يبلغ معدل الوفيات بسبب مرض DFTD ما يقرب من 100%، وقد تسبب في مقتل ما يصل إلى 90% من أعداد الشياطين التسمانية التي تعيش في بعض المحميات.  تم الكشف مؤخرًا عن ورم سرطاني جديد من نوع DFTD لدى خمسة من الشياطين التسمانية (DFT2)، وهو مختلف نسيجيًا عن DFT1، مما دفع الباحثين إلى الاعتقاد بأن الشيطان التسماني "عُرضة بشكل خاص لظهور السرطانات القابلة للانتقال". 

### المحاريات
تم اكتشاف السرطانات التي تنتقل أفقيًا أيضًا في ثلاثة أنواع أخرى من المحاريات البحرية: بلح البحر ( Mytilus trossulus )، والمحار الشائع ( Cerastoderma edule )، ومحار السجادة الذهبية ( Polititapes aureus ). وُجِد أن سرطان المحار ذو صدفة السجادة الذهبية قد انتقل من نوع آخر، وهو صدفة السجادة الصغيرة ( Venerupis corrugata ). 
لقد وجد أن المحار ذو القشرة الرخوة، Mya arenaria ، معرض للإصابة بورم معدٍ في الجهاز الليمفاوي الدموي - سرطان الدم بشكل فعال.   لقد أصابت الخلايا أسرّة المحار على بعد مئات الأميال من بعضها البعض، مما يجعل هذا السرطان القابل للانتقال استنساخيًا هو السرطان الوحيد الذي لا يتطلب الاتصال للانتقال. 
تم اكتشاف السرطانات التي تنتقل أفقيًا أيضًا في ثلاثة أنواع أخرى من المحاريات البحرية: بلح البحر ( Mytilus trossulus )، والمحار الشائع ( Cerastoderma edule )، ومحار السجادة الذهبية ( Polititapes aureus ). وُجِد أن سرطان المحار ذو صدفة السجادة الذهبية قد انتقل من نوع آخر، وهو صدفة السجادة الصغيرة ( Venerupis corrugata ). 

## روابط خارجية
- السرطانات القابلة للانتقال استنساخيًا نسخة محفوظة 2017-11-15 على موقع واي باك مشين. على plos.org.